# Humphry Repton
Humphry Repton (Bury Saint Edmunds, 21 de abril de 1752 - Romford, 24 de marzo de 1818) fue un arquitecto paisajista y escritor británico. Miembro de la Royal Academy, se especializó en el diseño de jardines, sucediendo a "Capability" Brown como el mejor paisajista de su época. Fiel representante de la estética de lo pintoresco, plasmó su teoría en Indicaciones y consejos sobre el diseño de jardines (1795). Entre sus obras destacan los jardines de Longleat House (Wiltshire, 1790), Cobham Hall (Kent, 1790), Port Eliot House (Cornualles, 1792-1793), Sheffield Park (Sussex, 1794) y, en colaboración con John Nash, Luscombe Castle (Devon, 1799-1804). En 1805 recibió el encargo de reformar el Pabellón Real de Brighton de parte del príncipe Jorge (futuro Jorge IV), para el que realizó un proyecto de estilo indio, recogido en Diseños para el pabellón de Brighton (1808). El proyecto lo terminaría Nash.

## Biografía
Repton nació en Bury St Edmunds, era hijo de un recaudador de impuestos especiales, John Repton, y Martha (de soltera Fitch). En 1762 su padre, creó una empresa de transporte en Norwich, donde asistió Humphry a la Norwich Grammar School. A los doce años fue enviado a los Países Bajos para aprender holandés y prepararse para una carrera como comerciante. Sin embargo, Repton se hizo amigo de una familia de ricos holandeses y el viaje a Holanda estimuló su interés por volcarse en actividades como dibujar y la jardinería.
Volviendo a Norwich, Repton fue aprendiz de un comerciante textil, y a continuación, después del matrimonio con Mary Clarke en 1773, se estableció en el propio negocio. No tuvo éxito, y cuando sus padres murieron en 1778 utilizó su herencia modesta para irse a vivir a una finca pequeña en Sustead, cerca de Aylsham, en Norfolk. Repton probó suerte como periodista, dramaturgo, artista, agente político, y como secretario confidencial de su compañero William Windham de Felbrigg Hall, durante temporada muy breve Windham fue secretario del Señor Teniente de Irlanda. Repton también se unió a John Palmer en una empresa para la reformar el sistema de correos, pero mientras que la empresa en última instancia, Palmer hizo fortuna, Repton volvieron a perder su dinero.
Repton fue amigo de la infancia de James Edward Smith, quien le animó a estudiar la botánica y la jardinería; Smith reprodujo una larga carta de Repton en su correspondencia. Se le dio acceso a la biblioteca de Windham para que pudiera leer sus trabajos sobre botánica.
Paisajista
A causa de la disminución de su capital, Repton se trasladó a una casa modesta en la Hare Street cerca de Romford en Essex. En 1788, a los 36 años y con cuatro hijos y sin ingresos seguros, se le ocurrió la idea de combinar sus habilidades de dibujo con su experiencia limitada en la que expuso los motivos por los que se convirtió en "jardinero" (un término que él mismo acuñó). Desde la muerte de Capability Brown en 1783, no figuraba ninguno que dominase el diseño de jardines ingleses; Repton era ambicioso para llenar este vacío y se envían circulares alrededor de sus contactos en las clases altas con publicidad de sus servicios. Al principio fue un ávido defensor de puntos de vista de Brown, en contraste con las de Payne Knight y Uvedale Price, pero más tarde adoptó una posición moderada. Su primera comisión pagada fue Catton Park en 1788.
Repton, sin experiencia real de la horticultura práctica, se convirtió en un rápido triunfador, fue un homenaje a su innegable talento, sino también a la forma única que presentó su trabajo. Para ayudar a los clientes visualizar sus diseños, Repton produjo Red Books "Libros Rojos" (llamado así por su unión) con un texto explicativo y acuarelas con un sistema de superposiciones para mostrar el "antes" y "después" de puntos de vista. En esto difiere de Capability Brown, que había trabajado casi exclusivamente con los planes y rara vez los mostraba o escribía sobre su obra. De las superposiciones de Repton se copiaron pronto en Filadelfia por Bernard M'Mahon en 1806 el American Gardener’s Calendar.
Para entender lo que aportó Repton es útil examinar en qué detalles se diferenciaba de Brown. Brown había trabajado para muchos de los aristócratas más ricos en Gran Bretaña, proyectando enormes parques de paisaje en los viejos jardines y tierras agrícolas. Mientras Repton trabajó para clientes igualmente importantes, como los duques de Bedford y Portland, fue por lo general el trabajo de reforma, a menudo de trabajos del propio Brown. Cuando Repton tuvo la oportunidad de proyectar trabajos nuevos era por lo general en una escala mucho más modesta. En estas fincas más pequeñas, donde Brown se había rodeado el parque con un cinturón perimetral continuo, Repton aprovechó vistas a los elementos 'prestados' tales como torres de las iglesias, por lo que ellos parecen parte del paisaje diseñado. Conduce enfoque artificial y albergues para mejorar las impresiones de tamaño e importancia, e incluso presentó hitos y señales en las carreteras en torno a algunas fincas, por lo que fue satirizada por Thomas Love Peacock como 'Marmaduke Milestone, esquire, a Picturesque Landscape Gardener' en Headlong Hall.
Capability Brown era un contratista a gran escala, que no solo diseñaba sino que también organizaba la ejecución de sus obras. Por el contrario, Repton actuaba como consultor, cobraba por su diseño y documentación y en ocasiones supervisaba las obras, pero dejaba la contratación de los trabajadores al cliente. Por eso, muchos de los aproximadamente 400 diseños de Repton no se construyeron o no se terminaron, y mientras que Brown se hizo muy rico, Repton nunca pasó de ser una persona acomodada.
Al principio de su carrera, Repton defendió la reputación de Brown durante la "controversia de lo pintoresco". En 1794 Richard Payne Knight y Uvedale Price publicaron simultáneamente fuertes ataques al "genio mediocre de lo simple y lo escueto", en los que criticaban sus curvas suaves y serpenteantes y defendían los diseños intrincados y accidentados, elaborados según los principios del "pintoresquismo" de la pintura paisajista. La defensa de Repton  se basó en parte en la escasa calidad práctica de muchas ideas pintorescas: como profesional, Repton estaba obligado a producir diseños prácticos y útiles para sus clientes.
Paradójicamente, sin embargo, a medida que su carrera progresaba, Repton atrajo a más clientes en el estilo pintoresco. Una de las críticas principales de los paisajes de Brown fue la falta de un marco formal para la casa, con amplias praderas extendiéndose hasta la puerta principal. Repton reintrodujo terrazas formales, balaustradas, el trabajo de enrejado y jardines de flores alrededor de la casa de una manera que se convirtió en práctica común en el siglo XIX. También diseñó uno de los más famosos paisajes 'pintorescos' en Gran Bretaña en el castillo de Blaise. En Woburn Abbey, Repton presagiaba otro acontecimiento del siglo XIX, la creación de temas de zonas ajardinadas que incluyesen un jardín de Chino, un jardín de América, arboreto e invernaderos. En Stoneleigh Abbey en 1808, Repton presagiaba otro acontecimiento del siglo XIX, la creación de un campo de cricket perfecto.
El éxito en Woburn le valió una comisión adicional del Duque de Bedford. Él diseñó los jardines centrales en Russell Square, la pieza central del desarrollo de Bloomsbury. Los jardines han sido restaurados con la ayuda adicional de investigaciones arqueológicas y fotografías de archivo, a los planes originales y ahora aparecen como grado II del Patrimonio Inglés. La plaza iba a ser un buque insignia de la comisión Repton y uno de los tres proyectados en el centro de Londres.
Los edificios desempeñado un papel importante en muchos de los paisajes de Repton. En la década de 1790 solía trabajar con el relativamente desconocido arquitecto John Nash, cuyas composiciones sueltas se adecuaban al estilo de Repton. Nash se benefició en gran medida de la exposición, mientras que Repton recibió una comisión sobre las obras de construcción. Alrededor de 1800, sin embargo, los dos se separaron, probablemente por la negativa de Nash al crédito de la obra del arquitecto Repton, el hijo de John Adey Repton. Posteriormente John Adey y jóvenes Repton, el hijo de George Stanley Repton trabajó con su padre, George, aunque siguió trabajando en la oficina de Nash también. Debe haber sido particularmente doloroso para Repton cuando Nash obtuvo el prestigioso trabajo para remodelar el Pabellón Real de Brighton para el Príncipe Regente, para lo cual Repton había presentado propuestas innovadoras de estilo indio.

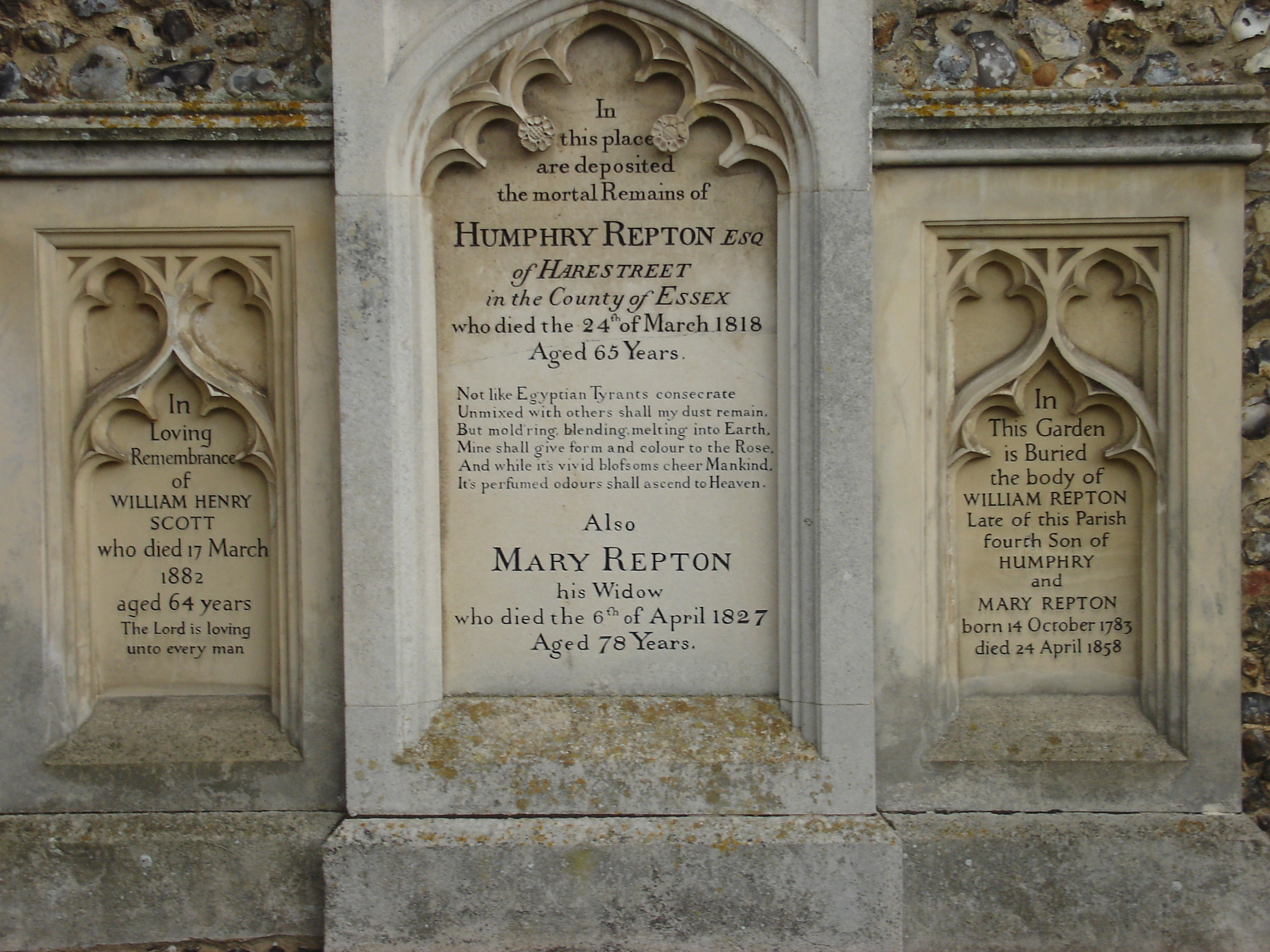
Repton's grave

En 1811 Repton sufrió un grave accidente de carro que le obligó a utilizar a menudo una silla de ruedas para moverse. Murió en 1818 y está enterrado en el cementerio en Aylsham.

## Textos publicados
Repton published three major books on garden design:
- Sketches and Hints on Landscape Gardening (1795),
- Observations on the Theory and Practice of Landscape Gardening (1803)
- Fragments on the Theory and Practice of Landscape Gardening (1816). These drew on material and techniques used in the Red Books.

Several lesser works were also published, including a posthumous collection edited by John Claudius Loudon, despite having severely criticised his approach to gardens.
- Hundreds of North and South Erpingham, a part of the History of Norfolk, 1781, vol. iii. I
- Variety, a Collection of Essays [anon. By Repton and a few friends], 1788.
- The Bee: a Critique on Paintings at Somerset House, 1788.
- The Bee; or a Companion to the Shakespeare Gallery, 1789.
- Letter to Uvedale Price, 1794.
- Sketches and Hints on Landscape Gardening, 1794. This volume contained details, with numerous illustrations, of the different gardens and plantations which he had formed. He defends himself in chap. vii. and in an appendix from the criticisms of Knight and Price, and reprints his Letter to Uvedale Price. Only 250 copies were printed, and the work has fetched more than four times the original price.
- Observations on the Theory and Practice of Landscape Gardening,’ 1803.
- Odd Whims and Miscellanies, 1804, 2 vols. They were dedicated to Windham. Some of the essays in Variety were reprinted in this collection, and in the second volume is a comedy of Odd Whims, which was played at Ipswich.
- An Inquiry into the Changes of Taste in Landscape Gardening, with some Observations on its Theory and Practice, 1806; it also included his letter to Price.
- Designs for the Pavilion at Brighton, 1808. He was assisted in this by his sons, John Adey and George Stanley Repton. The plans were approved by the Prince of Wales, but, through want of funds, were not carried out.
- On the Introduction of Indian Architecture and Gardening, 1808.
- Fragments on Landscape Gardening, with some Remarks on Grecian and Gothic Architecture, 1816. In this work his son, J. A. Repton, gave him assistance.